# Гренландські інуїти

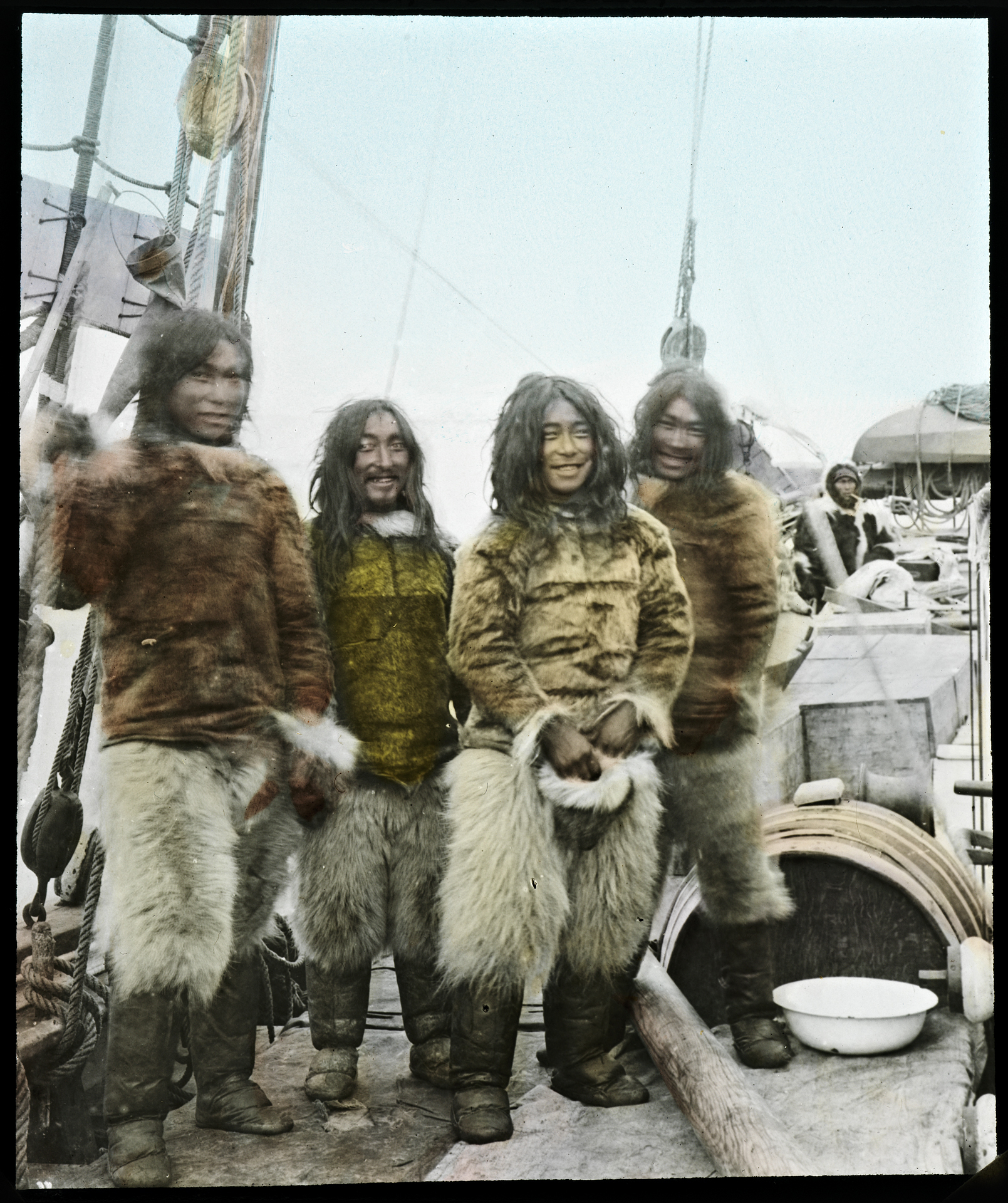
Гренландські інуїти на фото 1903 року.

Гренландські інуїти (гренландська — kalaallit, данська — Grønlandsk Inuit), також відомі як гренландські данці або просто гренландці, є підданими Королівства Данія гренландсько-інуїтського походження. 
Гренландські інуїти є корінною та найбільш чисельною етнічною групою Гренландії. Більшість розмовляє гренландською мовою і вважає себе етнічними гренландцями.  
Приблизно 89 відсотків населення Гренландії, яке становить 57 695 осіб, є гренландськими інуїтами, або 51 349 осіб станом на 2012 рік.
Етнографічно вони складаються з трьох великих груп: калааліти західної Гренландії, що розмовляють калааллісут — східно-гренландським діалектом, тунуміїти з Туну (східна Гренландія), які розмовляють тунуміісут — східно-гренландським діалектом, та інуїти північної Гренландії («полярні ескімоси»), які розмовляють інуктун — північно-гренландським діалектом.  
Сьогодні більшість корінних гренландців двомовні, розмовляють гренландською та данською мовами.  
Переважна більшість етнічних гренландців проживає в Гренландії або в інших місцях Данії, власне у Данії проживає приблизно 20 000 гренландців. Невелика меншість проживає в інших країнах, переважно в Скандинавії та Північній Америці.
Гренландці мають громадянство Данії, оскільки Гренландія є автономною територією Королівства Данія. Гренландці не визнаються в європейській частині Королівства Данія етнічною меншиною.
Гренландці в Данії мають вищий рівень безробіття, бідності, бездомності та зловживання психоактивними речовинами, ніж етнічні данці. Гренландці, які проживають у Данії, також повідомляють про високий рівень упереджень та дискримінації. Відповідно до рекомендацій Ради Європи, уряд Данії визнав необхідність покращити становище гренландських данців.